# Ceropegia macmasteri
Ceropegia macmasteri là một loài thực vật có hoa trong họ La bố ma. Loài này được A.P.Dold mô tả khoa học đầu tiên năm 2006.